# Madzharovo
Madzharovo (en búlgaro: Маджарово) es una ciudad de Bulgaria en la provincia de Haskovo.

## Geografía
Se encuentra a una altitud de 194 m s. n. m. a 285 km de la capital nacional, Sofía.

## Demografía
Según estimación 2013 contaba con una población de 614 habitantes.
|         | 2004 | 2005 | 2006 | 2007 | 2008 | 2009 | 2010 | 2011 | 2012 |
| Mujeres | 346  | 341  | 337  | 323  | 308  | 300  | 314  | 314  | 304  |
| Varones | 317  | 307  | 300  | 294  | 288  | 290  | 299  | 330  | 321  |
| Total   | 663  | 648  | 637  | 617  | 596  | 590  | 613  | 644  | 625  |